# Ренато Олми
Ренато Олми (на италиански: Renato Olmi) е бивш италиански футболист, полузащитник, световен шампион от Франция 1938 г..

## Кариера
Кариерата си започва на 15 години за аматьорски отбор от град Крема, последствие преминава в първия отбор на същия град. През 1933 г. преминава за 3 сезона в Кремонезе, а после идва и един сезон в Бреша Калчо. През сезон 1937/38 вече е в редиците на Амброзиана-Интер, където изиграва 107 мача и печели две Скудети и една Копа Италия. През 1941 г. прекарва един сезон в Ювентус, след което отново се връща в Амброзиана и добавя още 10 мача към статистиката си. През 1944 г. се връща за една година в Кремонезе, след което отново в Крема, където през 1947 г. приключва кариерата си.

## Отличия
- Шампион на Италия: 2

Интер: 1937/38, 1939/40
- Копа Италия: 1

Интер: 1939
- Световен шампион: 1

Италия: 1938